# 안동경찰서
안동경찰서(安東警察署, Andong Police Station)는 경상북도경찰청이 관할하는 경찰서 중 하나이다. 경상북도 안동시 일원을 관할한다. 경상북도 안동시 강남로 87(수상동)에 위치하고 있다.
서장은 총경으로 보한다.

## 연혁
- 1906년 8월: 경상북도경무서 안동분서 설치
- 1945년 10월 21일

국립경찰 창설과 동시에 안동경찰서 개서
- 1955년 6월 25일

구청사는 6.25 당시 폭격으로 전소하고 국고보조로 안동시 동부동(동부동 75-6, 現. 한양아파트)에 2층 청사 신축준공
- 1963년 1월 1일

안동읍이 안동시로 승격, 1시 15개면을 관할
- 1982년 11월 13일

안동시 당북동에 지하 1층, 지상 4층 콘크리트 건물 신축 이전
- 2002년 12월 20일

종합민원실 신축(별관 지상 2층, 연건평 217평)
- 2017년 2월 28일

안동경찰서 2급지 → 1급지로 승격
- 2017년 12월 22일

옥동지구대 개소
- 2023년 2월 27일

안동시 수상동 현 위치에 신축 이전

## 관할 파출소
안동경찰서는 3개의 지구대와 14개의 파출소를 산하에 두고 있다.
| 명칭       | 사진 | 주소                 | 관할구역                    | 치안센터                  |
| ---------- | ---- | -------------------- | --------------------------- | ------------------------- |
| 역전지구대 |      | 경동로 690           | 중구동, 서구동 일부         | 중앙치안센터 남부치안센터 |
| 송하지구대 |      | 경동로 278           | 송하동, 옥동, 서후면        | 서후치안센터              |
| 태화지구대 |      | 태화2길 7            | 태화동, 평화동, 서구동 일부 | 서부치안센터              |
| 용상파출소 |      | 경동로 959           | 용상동                      |                           |
| 강남파출소 |      | 강남로 169           | 강남동                      |                           |
| 남선파출소 |      | 남선면 충효로 3854   | 남선면                      |                           |
| 풍산파출소 |      | 풍산읍 중앙길 139    | 풍산읍                      |                           |
| 북후파출소 |      | 북후면 북평로 897    | 북후면                      |                           |
| 와룡파출소 |      | 와룡면 퇴계로 841    | 와룡면                      |                           |
| 녹전파출소 |      | 녹전면 녹전로 746    | 녹전면                      |                           |
| 도산파출소 |      | 도산면 퇴계로 2543   | 도산면                      |                           |
| 임동파출소 |      | 임동면 쳇거리길 25   | 임동면                      |                           |
| 일직파출소 |      | 일직면 경북대로 7356 | 일직면, 남후면              | 남후치안센터              |
| 길안파출소 |      | 길안면 천지길 41     | 길안면                      |                           |
| 임하파출소 |      | 임하면 충효로 3257   | 임하면                      |                           |
| 예안파출소 |      | 예안면 임예리 1923   | 예안면                      |                           |
| 풍천파출소 |      | 풍천면 지풍로 1479   | 풍천면                      | 검무치안센터              |

## 같이 보기
- 경상북도경찰청